# Cantone di La Tour-du-Pin
Il Cantone di La Tour-du-Pin è una divisione amministrativa dell'arrondissement di La Tour-du-Pin.
A seguito della riforma approvata con decreto del 18 febbraio 2014, che ha avuto attuazione dopo le elezioni dipartimentali del 2015, è passato da 15 a 17 comuni.

## Composizione
I 15 comuni facenti parte prima della riforma del 2014 erano:
- Cessieu
- La Chapelle-de-la-Tour
- Dolomieu
- Faverges-de-la-Tour
- Montagnieu
- Montcarra
- Rochetoirin
- Saint-Clair-de-la-Tour
- Saint-Didier-de-la-Tour
- Sainte-Blandine
- Saint-Jean-de-Soudain
- Saint-Victor-de-Cessieu
- Torchefelon
- La Tour-du-Pin
- Vignieu

Dal 2015 i comuni appartenenti al cantone sono i seguenti 17:
- La Bâtie-Montgascon
- Cessieu
- La Chapelle-de-la-Tour
- Dolomieu
- Faverges-de-la-Tour
- Montagnieu
- Montcarra
- Le Passage
- Rochetoirin
- Saint-André-le-Gaz
- Saint-Clair-de-la-Tour
- Saint-Didier-de-la-Tour
- Saint-Jean-de-Soudain
- Saint-Victor-de-Cessieu
- Sainte-Blandine
- Torchefelon
- La Tour-du-Pin